# Модуляція
Модуля́ція  (англ. modulation) — процес зміни в часі за заданим законом показників (характеристик) якогось з регуляторних фізичних процесів. Прикладне значення має модуляція коливань — накладання низькочастотного інформаційного сигналу на високочастотний сигнал-носій для передавання даних на великі відстані.
Модуляція радіосигналу — процес зміни одного або кількох параметрів високочастотного модульованого коливання за законом низькочастотного інформаційного сигналу.

## Загальний опис
Для передавання сигналів на великі відстані необхідно, щоби вони володіли великою енергією. Відомо, що енергія сигналу пропорційна четвертому степеню його частоти, тобто сигнали з більшою частотою мають більшу енергію. На ділі часто сигнали, що несуть у собі інформацію, наприклад, мовні сигнали, мають низьку частоту коливань і тому, щоби передати їх на велику відстань треба підвищувати частоту інформаційних сигналів. Домагаються цього шляхом «накладання» інформаційного сигналу на інший сигнал, який має високу частоту коливань.

## Види модуляції

Показ накладання низьких частот на сигнал-носій (високочастотний). Амплітудна (AM) і частотна (FM) модуляції.

Розрізняють аналогову, цифрову та імпульсну модуляції.

### Аналогова модуляція
- Амплітудна модуляція (АМ)

- Односмугова модуляція (SSB)
- Двосмугова модуляція (DSB)
- Квадратурно-амплітудна модуляція (QAM)

- Кутова модуляція

- Частотна модуляція (ЧМ)
- Фазова модуляція (ФМ)

- Сигнально-кодова модуляція (СКМ)
- Сигма-дельта-модуляція (∑Δ)

### Цифрова модуляція
- Фазова маніпуляція
- Амплітудна маніпуляція
- Частотна маніпуляція
- Квадратурно-амплітудна модуляція

### Імпульсна модуляція
- широтно-імпульсна модуляція (ШІМ)
- імпульсно-кодова модуляція (ІКМ)
- частотно-імпульсна модуляція (ЧІМ)
- фазово-імпульсна модуляція (ФІМ).

Розрізняють амплітудну модуляцію, за якої залежно від миттєвої величини інформаційного сигналу змінюється амплітуда вихідного сигналу, і частотну модуляцію, у разі якої частота вихідного сигналу дещо змінюється порівняно з частотою сигналу-носія, пропорційно миттєвій величині інформаційного сигналу.
Прилад, який використовується для модуляції називається модулятором. Для зворотного отримання низькочастотного сигналу використовують демодулятор. Пристрій, який одночасно виконує обидві операції, називається модемом (модулятор-демодулятор).

## Основні характеристики
- Енергетична ефективність (потенційна завадостійкість) характеризує достовірність переданих даних при впливі на сигнал адитивного білого гауссівського шуму, за умови, що послідовність символів відновлена ідеальним демодулятором. Визначається мінімальним відношенням сигнал / шум (Eb / N0), яка необхідна для передавання даних крізь канал з імовірністю помилки, що не перевищує задану. Енергетична ефективність визначає найменшу потужність передавача, необхідну для прийнятної роботи. Характеристикою методу модуляції є крива енергетичної ефективності - залежність ймовірності помилки ідеального демодулятора від відношення сигнал / шум (Eb / N0).
- Спектральна ефективність {\displaystyle {C \over \Delta F}} — відношення швидкості передавання даних до використовуваної смуги пропускання радіоканалу.
  - AMPS: 0,83
  - NMT: 0,46
  - GSM: 1,35
- Стійкість до впливів передавального каналу визначає достовірність переданих даних під час впливу на сигнал специфічних спотворень: завмирання внаслідок багатопроменевого поширення, обмеження смуги, зосереджені по частоті або часу перешкоди, ефект Доплера й інше.
- Вимоги до лінійності підсилювачів. Для посилення сигналів з деякими видами модуляції можуть бути використані нелінійні підсилювачі класу C, що дозволяє істотно знизити енергоспоживання передавача, водночас рівень позасмугового випромінювання не перевищує допустимі межі. Цей чинник особливо важливий для систем рухомого зв'язку.
- Складність реалізації модемів визначається обчислювальним ресурсом, необхідним для впровадження алгоритму демодуляції, і вимогами до характеристик аналогової частини.